# Mikuláš Tóth

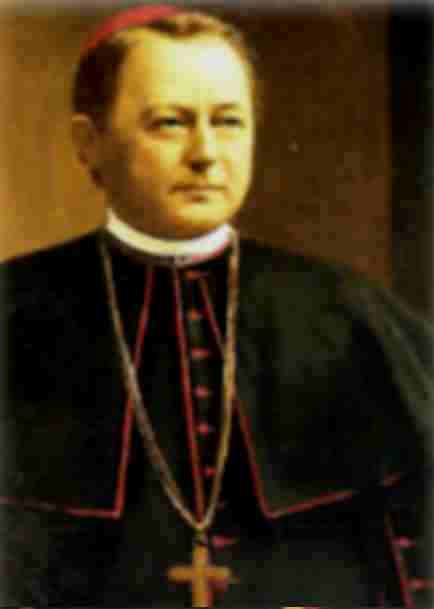
Mikuláš Tóth, Bischof von Prešov (1876–1882)

Mikuláš Tóth, auch Nicholas/Nikolaus (* 10. August 1833 in Mukatschewo, Kaisertum Österreich; † 21. Mai 1882 in Prešov, Österreich-Ungarn), war von 1876 bis zu seinem Tod im Jahr 1882 griechisch-katholischer Bischof der Eparchie Prešov.

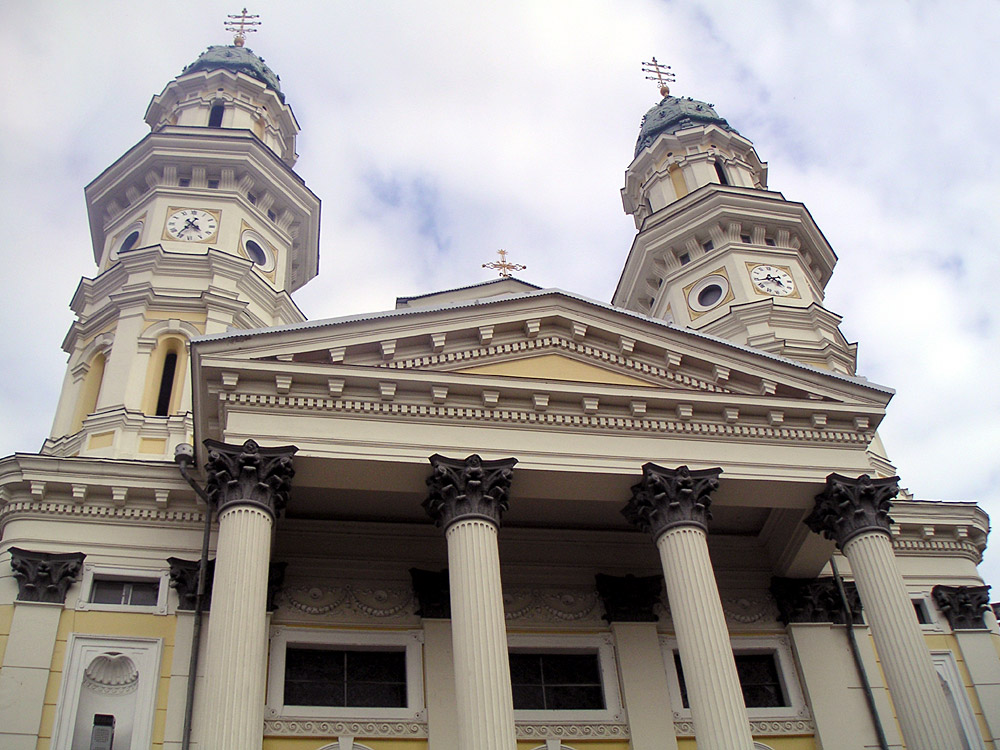
Griechisch-Katholische Kathedrale in Uschhorod

## Leben und Wirken
Der Sohn eines Kantors besuchte die Schule in Satu Mare in Rumänien und begann dann ein Philosophiestudium. Nach seinem Entschluss Priester zu werden, studierte er Theologie zuerst in Mukatschewo dann in Budapest. Am 18. Dezember 1857, dem Festtag des heiligen Nikolaus (Julianischer Kalender) weihte ihn Bischof Basil Popovich zum Priester. Er schloss sein Studium mit der Promotion zum Doktor der Theologie im Jahre 1860 ab. Er wurde Professor für Theologie an der Universität Uschhorod und Professor für Moraltheologie an der Universität Budapest. Bischof Stefano Pankovic holte ihn zurück und ernannte ihn 1873 zum Rektor des Seminars Uzhgorodska.
Am 3. April 1876 ernannte ihn Papst Pius IX. zum Bischof von Prešov. Die Bischofsweihe fand am 21. Mai 1876 in der Kathedrale von Uschhorod statt. Er gründete mehrere Stiftungen zur Unterstützung von Jugendlichen, Waisen und Armen. Er veranlasste die Gründung eines eigenen Priesterseminars in Prešov, um seinen Priesteramtskandidaten vor Ort das Studium zu ermöglichen und ihnen die Aufenthalte in Uzhgorod, Budapest und Esztergom zu ersparen. 
Mikuláš Tóth starb am 6. Jahrestag seiner Bischofsweihe im Alter von 49 Jahren. Er wurde in der Krypta der Kathedrale von Prešov beigesetzt.